# Luperosaurus macgregori
Espèce
Statut de conservation UICN

 EN B1ab(iii) : En danger
Luperosaurus macgregori est une espèce de geckos de la famille des Gekkonidae.

## Répartition
Cette espèce est endémique de Calayan dans les îles Babuyan aux Philippines.

## Étymologie
Cette espèce est nommée en l'honneur de William MacGregor (1846–1919).

## Publication originale
- Stejneger, 1908 "1907" : A new geckoid lizard from the Philippine Islands. Proceedings of the United States National Museum, vol. 33, n. 1576, p. 545-546 (texte intégral).